# Hauszahl
Eine Hauszahl ist eine Zahl, die als Summe einer Kubikzahl und der quadratischen Pyramidalzahl mit nächstkleinerer Kantenlänge geschrieben werden kann.
Die allgemeine Formel für die {\displaystyle n}-te Hauszahl {\displaystyle a(n)} ist:
{\displaystyle a(n)=(n+1)^{3}+\sum _{i=1}^{n}i^{2}={\frac {1}{6}}(n+1)(8n^{2}+13n+6).}
Die ersten Hauszahlen sind (für {\displaystyle n=0,1,2,\dotsc }): 1, 9, 32, 78, 155, 271, 434, 652, 933, 1285, 1716, 2234, 2847, 3563, 4390, 5336, 6409, 7617, 8968, 10470, 12131, 13959, 15962, 18148, 20525, 23101, 25884, 28882, 32103, 35555, 39246, 43184, 47377, 51833, 56560, 61566, 66859, 72447, 78338, 84540.
Ihr Name kommt von der Tatsache, dass in drei Dimensionen der Würfel mit der quadratischen Pyramide mit nächstkleinerer Kantenlänge ein „Haus“ bildet (Fall {\displaystyle n=2}). Die Pyramide ist dabei das Dach.